# Bacsa Ildikó (modell)
Bacsa Ildikó (Nagykanizsa, 1960. július 9. –) modell, manöken, festőművész

## Élete
A 80-as évek manökenje. Gyermekkorától vonzották a színek, szeretett rajzolni. Szüleitől kapott vízfestéket, hozzá kifestenivaló képeket, hobbija lett. Vonzotta a divat világa is. Egy napon az akkori munkahelyén találkozott Halász Ilona manökennel, aki akkor már ismert modell volt Budapesten. Tőle tudta meg, hogy létezik modellképző iskola, és azt is, hogy miként lehet jelentkezni. Levizsgázott az Állami Artistaképző Intézet manöken- és fotómodell szakán, és oklevelet szerzett.
Ezt követően folyamatosan kapott felkéréseket fotózásokra, divatbemutatókra, reklámfilmekre. Fotói naptárakban, reklámkiadványokban, valamint a  magazinok címlapjain jelentek meg, például Ez a Divat, Képes Újság. Később sminkmodell is lett, versenyeket nyert külföldön és Magyarországon is.
Dolgozott az OKISZ laborral, és a Kisiparosok Országos Szövetségével is. Járt Moszkvaban, a Razno cég bemutatóján, ahol a Hungarotex nagyvállalat termékeit mutatták be. Modell pályája kb. 5 évig tartott.
Gyermekei 2005-ben megajándékozták egy Rajz és Festőiskola c. könyvvel, temperafestékkel, ecsetekkel és festőkartonnal, amit azonnal kipróbált. Első festménye egy kistányéron lévő levendulás kép volt. Az akvarellfestéket hamarosan felváltotta az olajfesték. Autodidakta módon fest. Másol, fényképeket készít a témákhoz és minden szabadidejét az alkotással tölti. Képei témája a tájkép, a csendélet és a portré. Leginkább a romantikus realista impresszionizmus áll a legközelebb hozzá.
Öt kiállítása volt, szülővárosában, Nagykanizsan két tárlaton, 2016-ban pedig a Honvéd Kaszinóban mutathatta be festményeit.